# Утёсный
Утёсный — упразднённый посёлок в Зейском районе Амурской области России. Исключен из учётных данных в 1976 году.

## География
Посёлок располагался на правом берегу реки Деп в месте впадения в неё ручья Корейский, на расстоянии примерно 13,5 километра (по прямой) к юго-западу от поселка Ясный.

## История
Решением Амурского исполкома от 18 мая 1976 года № 208, посёлок Утёсный исключён из учётных данных как фактически не существующий.